# Yach Film 2010
19. Festiwal Polskich Wideoklipów Yach Film 2010 – festiwal odbył się w dniach 10-12 września 2010. W skład jury weszli Yach Paszkiewicz, Magda Kunicka-Paszkiewicz, Robert Leszczyński, Piotr Metz, Hirek Wrona oraz Łukasz „L.U.C.” Rostkowski.
Grand Prix festiwalu otrzymał Matthew Schroeder, autor teledysku do piosenki "Nie znikaj" Bajzel. Nagrodę ufundował Prezydent Miasta Gdańska, Paweł Adamowicz, pod którego patronatem odbył się Yach Film 2010. W kategorii Animacja nagrodę ufundowaną przez Ministra Kultury i Dziedzictwa Narodowego - Bogdana Zdrojewskiego otrzymał Łukasz Rusinek za wideoklip "Życie jest jak tramwaj" – Lao Che.
Nagrody ufundowane przez Marszałka Województwa Pomorskiego – Mieczysława Struka, otrzymali Radek Wysocki i Piotr "Pitold" Maciejewski za teledysk do utworu "Żyję w Kraju" formacji Strachy na lachy w kategorii Innowacyjność w wideoklipie oraz Tomasz Kozik, Katarzyna Gierszewska i Tomasz Bulenda za "Listę zakupów na miesiąc Maj" Trzydwa%UHT  w kategorii Debiut realizatorski.
Nagrody otrzymali ponadto Magdalena Cielecka za udział w obrazie "Lucky in Hell" zrealizowanym dla zespołu Black River w kategorii Kreacja aktorska oraz Barry Adamson, wyróżniony Specjalnym Yachem za wkład twórczy do światowego wideoklipu.

## Grand Prix
| Laureat                                               | Nominowani | Źródło            |
| ----------------------------------------------------- | --- | ----------------- |
| "Nie znikaj" (Bajzel) - Realizator: Matthew Schroeder | "Synu" (Hasiok, Maciej Maleńczuk) - Realizator: Sabin Kluszczyński "Grand Central" (Tomasz Stańko Quintet) - Realizator: Katarzyna Kijek, Przemysław Adamski "Życie jest jak tramwaj" (Lao Che) - Realizator: Łukasz Rusinek "Zabawa w chowanego" (Kora) - Realizator: Bartek Ignaciuk "Melbourne" (Dom Project) - Realizator: Florian Malak | [ 3 ] [ 4 ] [ 5 ] |

## Debiut realizatorski
| Laureat | Nominowani | Źródło            |
| --- | --- | ----------------- |
| Tomasz Kozik, Katarzyna Gierszewska, Tomasz Bulenda - "Lista zakup na miesiąc Maj" (TRZYDWA%UHT) - Realizator: Tomasz Kozik, Katarzyna Gierszewska, Tomasz Bulenda | Aleksandra Korbolewska - "Każdy chce się Bawić" (Miasto) - Realizator: Aleksandra Korbolewska Urszula Morga, Bartosz Mikołajczyk - "Niesforni Jesteście" (Habakuk) - Realizator: Urszula Morga, Bartosz Mikołajczyk Marcin Karolewski - "Liquid song" (Őszibarack) - Realizator: Marcin Karolewski Kumka Olik - "Podobno nie ma już Francji" (Kumka Olik) - Realizator: Kumka Olik Mateo Zaręba a.k.a. Dante - "Music" (ZOOid) - Realizator: Mateo Zaręba a.k.a. Dante | [ 4 ] [ 5 ] [ 6 ] |

## Innowacyjność w wideoklipie
| Laureat | Nominowani | Źródło            |
| --- | --- | ----------------- |
| Radek Wysocki, Piotr "Pitold" Maciejewski - "Żyje w Kraju" (Strachy na Lachy) - Realizator: Radek Wysocki, Piotr "Pitold" Maciejewski | Kuba Łubniewski - "Lazy Day" (Plastic) - Realizator: Kuba Łubniewski Katarzyna Gondek - "Akademia" (Dagadana) - Realizator: Katarzyna Gondek Jacek Burban - "Dokąd idziesz Polsko" (Tede) - Realizator: Jacek Burban Julia Bui- Ngoc - "Propaganda" (Łąki Łan) - Realizator: Julia Bui- Ngoc M. Nygaard Hemmingsen - "Krucha Blondynka" (Czesław Śpiewa) - Realizator: M. Nygaard Hemmingsen | [ 4 ] [ 5 ] [ 7 ] |

## Animacja
| Laureat                                                                          | Nominowani | Źródło            |
| -------------------------------------------------------------------------------- | --- | ----------------- |
| Łukasz Rusinek - "Życie jest jak tramwaj" (Lao Che) - Realizator: Łukasz Rusinek | Denis Volchenko, Yaroslav Singaevskiy, Pavel Prihodko, Anatoliy Lavrenishin - "Ludzie z Nowej Huty” (WU-HAE) - Realizator: Andrzej Skwarek Bartosz Mikołajczyk - "Niesforni Jesteście" (Habakuk) - Realizator: Urszula Morga, Bartosz Mikołajczyk Balbina Bruszewska - "Ścigany" (Kamień, Kamień, Kamień) - Realizator: Balbina Bruszewska Monika Kuczyniecka, Mateusz Pleskacz, Jacek Nastał - "Belly of the Beast" (Foz) - Realizator: Mateusz Pleskacz, Jacek Nastał Katarzyna Kijek, Przemysław Adamski - "Grand Central" (Tomasz Stańko Quintet) - Realizator: Katarzyna Kijek, Przemysław Adamski | [ 4 ] [ 5 ] [ 8 ] |

## Kreacja aktorska
| Laureat                                                                           | Nominowani | Źródło            |
| --------------------------------------------------------------------------------- | --- | ----------------- |
| Magdalena Cielecka - "Lucky in Hell" (Black River) - Realizator: Roman Przylipiak | Maciej Maleńczuk- "Synu” (Hasiok, Maciej Maleńczuk) - Realizator: Sabin Kluszczyński Ramona Rey - "Lubię cię" (Ramona Rey) - Realizator: Igor Czerniawski, Tomasz Siatkowski Bajzel - "Nie Znikaj" (Bajzel) - Realizator: Matthew Schroeder Muniek Staszczyk - "Święty" (Muniek Staszczyk) - Realizator: Maria Strzelecka, Xawery Żuławski Cezary "Cezik" Nowak - "Te Ostatnie Niedziele" (CeZik) - Realizator: Cezary Nowak | [ 4 ] [ 5 ] [ 9 ] |

## Mały Jaś
| Laureat                                                            | Źródło      |
| ------------------------------------------------------------------ | ----------- |
| "Taniec połamaniec" (Justynka i Tomek) - Realizator: Mariusz Palej | [ 2 ] [ 4 ] |

## Drewniany Yach
| Laureat                                                                 | Źródło |
| ----------------------------------------------------------------------- | ------ |
| "Krucha Blondynka" (Czesław Śpiewa) - Realizator: M. Nygaard Hemmingsen | [ 2 ]  |

## Yach specjalny
| Laureat       | Źródło |
| ------------- | ------ |
| Barry Adamson | [ 10 ] |